# 公開企業会計監視委員会
公開企業会計監視委員会（こうかいきぎょうかいけいかんしいいんかい、英語: Public Company Accounting Oversight Board、略称: PCAOB）は、2002年にアメリカ合衆国の上場企業会計改革および投資家保護法（通称：SOX法）に基づき設置された非営利法人である。公開会社等の株式発行者に対する監査を監督することを通じ、投資家利益の保護及び監査報告書発行における公益性を高めることを目的とする。連邦証券法に基づき提出されたコンプライアンスレポート等、証券ブローカー・ディーラー監査に対する監督も行っている。PCAOBの規則・基準は全てアメリカ証券取引委員会（SEC）の承認を受ける必要があり、また予算についての権限も有するSECの監督下にはあるものの、独立した組織である。日本における公認会計士・監査審査会に相当するが、こちらは金融庁の下部組織である。報道等の邦訳では「公開企業」の代わりに「公開会社」「上場企業」、「監視」の代わりに「監督」と訳されるなど表記揺れがみられる。

## 沿革
1990年代のアメリカにおいては、公開会社において過年度財務諸表の修正再表示の数が増加する中、特に大規模上場企業による会計スキャンダル及び記録的な倒産事件が後を絶たず、PCAOBはこれを契機として設立された。PCAOBが設立された2002年には、エンロン社やワールドコム社の倒産事件があり、両者ともに大手会計事務所アーサー・アンダーセンによる事件関与があった。従来の監査人は米国公認会計士協会（AICPA）による監視が行われていたが、現在においても会計士協会はあくまで自主規制機関にすぎない。PCAOBの設立に先立ち、2002年3月31日にAICPAの公共監視委員会は正式に解散となったが、そのメンバーは当時のSEC委員長ハーヴェイ・ピットによる新たな監査人監視機関の提案に抗議するため、2002年1月に一斉辞任を行っている。
2002年のSOX法制定によって、従来自主規制によっていた米国公開企業の監査人はPCAOBによる独立した監督を受けることが義務となった。また2010年のドッド＝フランク・ウォール街改革・消費者保護法によって、SEC登録証券ブローカー・ディーラーへの監査に対する監督権限が拡大された。
2017年から、PCAOBは「AuditorSearch」という検索データベースを作成し、米国公開企業監査における業務執行社員名及び監査事務所名に関する情報提供を開始。更に同年、監査報告書の有用性を高めるために監査上の主要な検討事項（KAM）に関する新基準を導入し、2019年より発効。複雑な監査人の判断を伴う財務諸表の重要な勘定・開示に関連する検討事項や、監査人の継続監査期間に関する情報を長文式監査報告書を通じて投資家へ提供する。近年においてもこうした取り組みを通じ、監査人に対する締め付けを強化し続けている。
トランプ政権が2020年2月10日に公表した2021年9月期の予算教書によると、財政赤字に対する歳出削減策の一つとして、PCAOBをSECに吸収させる方針を明らかにした。これにより2030年までに5億8千万ドルの歳出削減効果があるとしており、規制当局の権限の曖昧さや重複を解消する狙いがあると説明されている。世界的な監査品質向上の潮流に反するものとの指摘もあるが、共和党系委員長を擁するSECも含め企業よりの姿勢から、締め付けでコストや業務量が増大している企業や監査事務所の負担軽減を投資家保護より優先する形となった。

## 組織
PCAOBは議長を含む5人の理事会委員がSECより任命されており、うち2名は公認会計士またはかつて公認会計士であった者とされている。ただし2名を超えてはならず、また議長職である場合は任命前の最低5年間は公認会計士であってはならない。各委員は常勤とし、他の組織との兼任や専門家活動・事業活動に従事することはできず、監査事務所の退職に当たっての標準的水準とされる継続固定報酬を除いて、監査事務所からの利益供与や支払を受けてはならない。
理事会予算は毎年SECによって承認され、監督先監査事務所のクライアント企業・証券ブローカーディーラーが納付する手数料収入（会計支援フィー）によって賄われている。ワシントンD.C.の本社以外に11の州にオフィスを構え、約800名のスタッフが属する。
現在の議長は2018年1月2日に任命されたウィリアム D.ドゥーンケ3世であり、発足以降の議長は以下の通りとなっている。なお、発足時の初代議長としてSECは2002年10月25日の公聴会でウィリアム・H・ウェブスターを任命したが、SEC委員長ハーヴェイ・ピットによる任命プロセスに不適切な点があったとして他のSEC委員からの批判を呼んだ。更に当時不適切会計で調査を受けていたU.S.Technologies社の取締役監査委員をウェブスターが務めていたことが報じられ、11月4日の委員長選挙当日にピットは引責辞任を発表。ウェブスター自身もその1週間後、理事会初の公式会議を前に辞任を発表。3週間足らずの在位となった。
| 在任期間        | 議長名                           | 前職                                                   |
| --------------- | -------------------------------- | ------------------------------------------------------ |
| 2003年 - 2005年 | ウィリアム・ジョセフ・マクドナフ | ニューヨーク連邦準備銀行元社長兼最高経営責任者         |
| 2006年 - 2009年 | マーク・W・オルソン              | 連邦準備制度理事会元メンバー                           |
| 2011年 - 2018年 | ジェームズ・R・ドーティー        | SEC元法律顧問、法律事務所ベーカーボッツLLP元パートナー |
| 2018年 - 現職   | ウィリアム D.ドゥーンケ3世       | 上院委員会元スタッフディレクター・法律顧問             |

## 権限
PCAOBの監査人監督における主要な機能としては、登録・検査・基準設定・施行の4つが挙げられる。監査クライアント100社以上の登録監査事務所は毎年PCAOBの検査を受ける必要があり、10事務所程度が該当する。監査クライアント100社未満の場合は3年に1度となる。監査報告書を発行しないSEC登録監査事務所についても、全体の5%程度を検査している。
SOX法セクション101では、PCAOBは以下の権限を有すると規定されている。
- 株式発行者・証券ブローカーディーラー向け監査報告書を発行する監査事務所の登録
- 監査報告書の作成に関する監査、品質管理、倫理、独立性およびその他の基準の設定
- PCAOB登録監査事務所に対する検査の実施
- 登録監査事務所及びその関係者に対する調査及び懲戒手続・制裁の実施（罰金は個人監査人に対し最高10万ドル、監査事務所に対し最高200万ドル）
- 登録監査事務所及びその職員が提供する監査業務の品質向上及び専門性促進のために、理事会が必要と判断したその他職権の遂行
- SECの承認を得て、連邦・州その他の法廷において訴訟主体ないし被告人となり、異議申し立てないし弁護を行う
- 資格・ライセンス等法律上の規定にかかわらず、米国内のあらゆる地域において業務を遂行し、事務所を維持し、権利権限のすべてを行使する
- 職務遂行に必要なスタッフ、会計士、弁護士等を雇用する（給与水準は、国際的監査事務所を監督するに相応しい経験豊富な専門家を確保するため、民間部門の総務・経理・技術・監督等のスタッフまたは管理職に匹敵する程度とする）
- 理事会資金とする会計支援フィーの配分・評価・徴収
- SOX法に基づき、職務遂行や権限行使に必要な契約締結、機器使用、債務負担等を行う

公開会社の監査人は、SOX法により監査クライアントへのコンサルティング等非監査業務の提供を禁じているが、税務サービスについては特定の例外が設けられているため、PCAOBの監督対象となっている。これは、エンロン社やワールドコム社の事例において監査人がこうした補助業務から高額な報酬を得ていたために、クライアント経営者からの独立性が損なわれたものとして申し立てが行われた結果として行われているものである。
また、調査権限の一部として理事会が監査事務所及びその関係者に対し証言や証拠提出を求める場合がある。これを拒否した場合、PCAOBは当該監査事務所ないし個人に対し、監査証明業務を一時停止ないし追放する処分を下すことができる。併せて、PCAOB未登録の事務所ないし個人に対し証言・証拠提出に係る召喚状を発行する際、SECの支援を求めることができる。
これらの各権限はSECによる承認・監視の対象となっており、PCAOBの監督対象である監査事務所ないし個人は、PCAOBの懲戒を含む決定につきSECへの異議申し立てが可能。SECはPCAOBの決定を修正ないし覆す権限を有する。
理事会の主任監査人部は、監査基準及び関連する専門的実務指針の策定につき理事会に提言を行う。

### 検査報告書
PCAOBは、登録監査事務所の検査報告書を定期的に発行しており、大部分が公開されている（パートⅠと呼ばれる）。しかしながら、監査事務所の品質管理体制に対する批判や潜在的欠陥を扱っている報告書につき、事務所がその問題に対処する場合は、報告書日後12か月以内の理事会が認める日までは公開されない。この場合においても、問題に対する事務所の取り組みが不十分な場合、またはその取り組みの証明につき何らの提出が無い場合は公開されることとなる（パートⅡと呼ばれる）。
米国に上場する日本企業を担当する監査法人が検査の対象となることもある。PCAOBは全世界の監査事務所の検査結果を公表しており、日本の大手監査法人は概ね3 - 4年に一度、概ね3クライアント程度を対象に監査業務の検査を受けてきている。
中国においては長年国家安全保障上の懸念を理由として検査を受け入れていなかったが、2020年に監査基準を3年連続で満たさない海外上場企業を上場廃止とする法律が米議会で可決。一時は米国上場の中国企業200社程度が上場廃止の危機に陥ったが、2022年12月15日に中国企業の監査状況を検査するための全面的なアクセスを初めて得たと発表した。エリカ・ウィリアムズ（Erica Y. Williams）委員長は「潜在的な問題を根絶し、企業に責任を持って解決させるため、完全かつ徹底的な検査・調査を行うことが史上初めて可能になった」とした。初となる中国内監査事務所の検査対象としてKPMG華珍（北京）及びPwC香港の2法人が選定され、2023年5月に各事務所において容認できない不備が検出された旨の報告書を公表した。

### 不祥事
2019年6月17日、SECはKPMGに対し監査調書の改竄や社内試験における不正行為を認め、制裁金として5000万ドル（約54億円）を課すことを発表した。KPMGは過去の検査においても多数の不備が指摘されていたこともあり、不備対応としてSECより課されていた監査業務に関する知識や理解度を確認するための社内試験で、職員同士で回答を共有したり合格に必要な点数を引き下げたりした。これに加え、PCAOBの検査を通過するために2015年から2017年にかけて、PCAOBから年次検査の対象となる監査業務のリストを事前に不正入手し、該当するエンゲージメントの監査調書を修正していた。
検査情報の漏洩は、PCAOBのスタッフ3名とKPMGの幹部パートナー3名が共謀して行ったものとされ、PCAOBスタッフ3名のうち2名は当該期間中にKPMGへ転職し検査情報を持ち出した。もう1名もKPMGへ転職する予定であったという。米国政府は2018年1月に6名を機密情報漏洩、及び情報漏洩教唆の容疑で告発した。